# Норвегія на зимових Олімпійських іграх 2010
Норвегія на зимових Олімпійських іграх 2010 була представлена 99 спортсменами в 11 видах спорту.

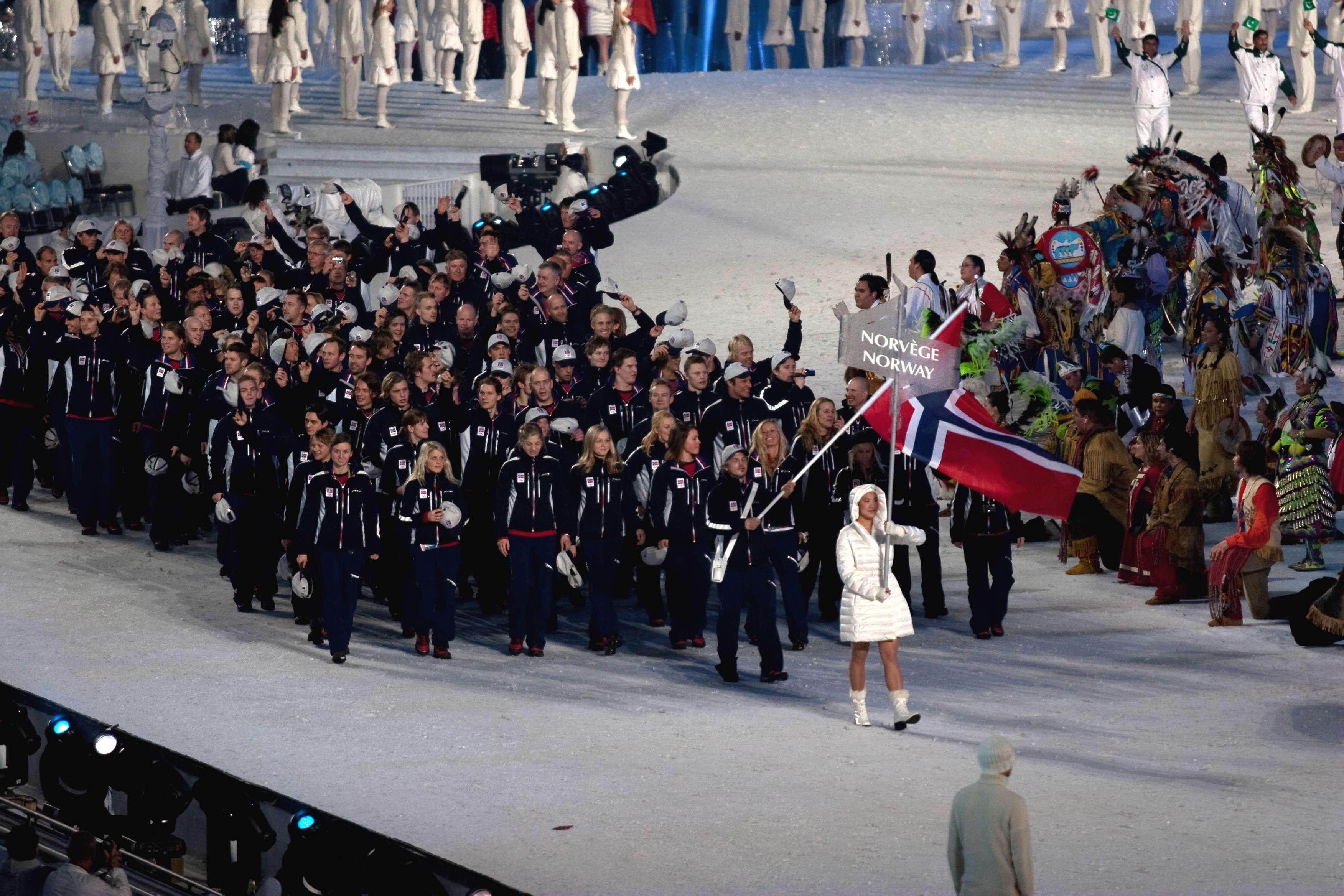
Збірна Норвегії під час Параду націй на церемонії відкриття Олімпіади

## Медалісти
Золото
| Золото |                                                                         |                                           |
| №      | Спортсмени                                                              | Вид спорту (дисципліна)                   |
| 1      | Маріт Б'єрген                                                           | Лижні перегони, спринт                    |
| 2      | Тура Бергер                                                             | Біатлон, індивідуальна гонка              |
| 3      | Ойстейн Петтерсен, Петтер Нортуг                                        | Лижні перегони, командний спринт          |
| 4      | Аксель Лунд Свіндаль                                                    | Гірськолижний спорт                       |
| 5      | Маріт Б'єрген                                                           | Лижні перегони, дуатлон                   |
| 6      | Еміль Хегле Свендсен                                                    | Біатлон (індивідуальна гонка)             |
| 7      | Вібеке Скофтеруд, Терезе Йогауґ, Крістін Стормер Стейра, Маріт Б'єрген  | Лижні перегони (естафета 4 x 5 км, жінки) |
| 8      | Халвар Ханевольд, Тар'єй Бо, Еміль Хегле Свендсен, Уле-Ейнар Б'єрндален | Біатлон (естафета, чоловіки)              |
| 9      | Петтер Нортуг                                                           | Лижні перегони (50 км класичним стилем)   |

Срібло
| Срібло |                                                                                     |                                               |
| №      | Спортсмени                                                                          | Вид спорту (дисципліна)                       |
| 1      | Еміль Хегле Свендсен                                                                | Біатлон                                       |
| 2      | Аксель Лунд Свіндаль                                                                | Гірськолижний спорт                           |
| 3      | Гедда Бернтсен                                                                      | Фристайл (скікрос)                            |
| 4      | К'єтіль Янсруд                                                                      | Гірськолижний спорт (гігантський слалом)      |
| 5      | Уле-Ейнар Б'єрндален                                                                | Біатлон (індивідуальна гонка на 15 км)        |
| 6      | Маріт Б'єрген                                                                       | Лижні перегони (30 км класичним стилем)       |
| 7      | Мартін Йонсруд Сунбі, Одд-Б'єрн Г'єльмесет, Ларс Бергер, Петтер Нортуг              | Лижні перегони (естафета 4 x 10 км, чоловіки) |
| 8      | Томас Ульсруд, Торґер Нерґорд, Крістоффер Свае, Говард Вад Петерссон, Томас Ловольд | Керлінг (чоловіки)                            |

Бронза
| Бронза |                                                                |                                          |
| №      | Спортсмени                                                     | Вид спорту (дисципліна)                  |
| 1      | Маріт Б'єрген                                                  | Лижні перегони                           |
| 2      | Петтер Нортуг                                                  | Лижні перегони                           |
| 3      | Аксель Лунд Свіндаль                                           | Гірськолижний спорт (гігантський слалом) |
| 4      | Говард Бокко                                                   | Ковзанярський спорт ( 1500 м)            |
| 5      | Аудун Гронвольд                                                | Фрістайл ( скікрос)                      |
| 6      | Андерс Бардал, Том Гільде, Йоган Ремер Евенсен, Андерс Якобсен | Стрибки з трамліна (командні змагання)   |